# 江陵アイスアリーナ
江陵アイスアリーナ（朝: 강릉 아이스 아레나）は、韓国江原特別自治道江陵市の江陵オリンピックパークにある屋内競技場。

## 概要
2018年平昌五輪開催のために作られたアリーナは2014年7月17日に起工式を行い、2016年12月14日に開館した。五輪リハーサル大会であるISUショートトラック・ワールドカップと四大陸フィギュアスケート選手権を当地で行った。五輪ではフィギュアスケートとショートトラックが行われた。
大会後は2019年8月3日に『明日はミス・トロット』全国ツアーが行われた。